# Gladiador (cómic)
Gladiador es un personaje ficticio que aparece en los cómics estadounidenses publicados por Marvel Comics. Apareció por primera vez en The X-Men #107 (octubre de 1977) y fue creado por el escritor Chris Claremont y el artista Dave Cockrum. Gladiador, cuyo nombre de pila es Kallark, es un Estrontiano, y como otros de su raza tiene la capacidad de una gran fuerza y varios superpoderes, pero solo puede usarlos cuando está completamente dedicado a un propósito; sus habilidades aumentan y disminuyen de acuerdo con su nivel de confianza. Nació en Strontia, que es parte del Imperio Shi'Ar y es el líder de su Guardia Imperial. También fue miembro de los Aniquiladores, Guardianes Oscuros y Guardianes de la Galaxia.

## Historial de publicaciones
Gladiador y la Guardia Imperial fueron creados por el escritor Chris Claremont y el artista Dave Cockrum como un homenaje a la Legión de Super-Héroes de DC Comics, con todos los miembros originales de la Guardia Imperial creados como análogos de los legionarios. Gladiator era el análogo a Superboy; el nombre "Gladiador" fue un homenaje consciente a la novela de Philip Wylie Gladiador (1930) en la que se basó parcialmente Superman. El nombre de Gladiador, Kallark, es una combinación de los nombres kryptoniano y humano de Superman: Kal-El y Clark Kent.

## Biografía ficticia del personaje

### Origen
Gladiador pertenece a la raza de los Strontianos. Gladiador es el líder de la Guardia Imperial Shi'Ar, un ejército de seres poderosos encargados de hacer cumplir la ley Imperial. Gladiador lidera al cuerpo de Élite de dicha Guardia, que protege al Emperador o la Emperatriz, y se encarga de velar por el cumplimiento de sus leyes en toda la Galaxia Shi'Ar. Se sabe que fue preparado para tal misión y que junto con su prima son los únicos supervivientes de su raza.
Gladiador lleva como pretor casi un milenio, desde que la primera formación de la Guardia para enfrentarse a la Fuerza Fénix, que amenazaba el cosmos.

### Saga de Fénix
El primer encuentro de Gladiador con los superseres terrestres se produjo cuando él y su Guardia de Élite se enfrentaron a los X-Men, por culpa del Emperador D'Ken, que había secuestrado a su hermana Lilandra. Gladiador lideró a sus guerreros contra los X-Men, y hubieran acabado venciendo gracias a su mayor número, pero la llegada de los Starjammers provocó la derrota de Gladiador y su Guardia Imperial. Cuando D'Ken fue depuesto, Gladiador siguió a Lilandra, a pesar de que todavía no era emperatriz. Pero Gladiador, como pretor de la Guardia Imperial que protegía a la Emperatriz, sintió la obligación de seguir junto a Lilandra.
Más tarde, cuando Lilandra informó que pretendía acabar con la vida de Fénix Oscura, al considerarla una amenaza para el universo, el líder de los X-Men y amante de Lilandra, Charles Xavier, retó a la Guardia Imperial Shi'ar a un combate por la vida de Fénix. Gladiador lideró a la Guardia Imperial en un combate en la Zona Azul de la Luna contra los X-Men. Gladiador luchó en un épico combate contra Coloso, al que solo pudo derrotar tras lanzarle encima una imponente construcción entera. Seguidamente Gladiador se unió a sus compañeros en el acoso contra los dos únicos hombres X que aguantaban el ataque de la Guardia Imperial, Cíclope y Fénix, y fue testigo de como la mujer-x se suicidaba voluntariamente para salvar al universo.

### Pretor de Lilandra
Permaneció junto a Lilandra cuando esta amenazó a Reed Richards de muerte, después de que el líder de los Cuatro Fantásticos le salvara la vida a Galactus. Más tarde, Gladiador regresó otra vez a la Tierra, y se enfrentó a los Cuatro Fantásticos, a los que confundió con skrulls disfrazados. Aunque finalmente fue derrotado por estos, que lograron convencerlo de que no eran skrulls.
Cuando meses después Lilandra fue secuestrada por su hermana Deathbird y el traidor Lord Samedar, Gladiador fue engañado como el resto de los shi'ar, pero gracias a los X-Men y a una de sus compañeras de la Guardia Imperial, Oracle, pudo descubrir el engaño. Junto a otros miembros de la Guardia Imperial fieles a Lilandra, combatió a los traidores, y finalmente hubieran vencido, de no ser porque Lord Samedar activó una bomba oculta en uno de sus hombres, Estrella de Guerra, y derribó a Gladiador y a sus compañeros, que fueron capturados hasta que Lilandra, rescatada por los X-Men, regresó de su secuestro.
Cuando estalló la guerra civil entre Lilandra y Deathbird, y esta logró hacerse con el trono luego un golpe de Estado, a pesar de su lealtad a Lilandra ahora proscrita en su propio imperio, y de la desconfianza hacia Deathbird, Gladiador permaneció fiel a su puesto de Pretor de la Guardia Imperial, y continuó junto a Deathbird. Cuando Lilandra junto a sus tropas, ayudada por Charles Xavier, derrotaron a las tropas de Ave de Muerte, Gladiador regresó junto a Lilandra, pero no pudo impedir que tanto él como la emperatriz fueran dominados por unos skrulls, y fueron obligados a obedecer sus órdenes, hasta que finalmente los X-Men los liberaron.
Gladiador se unió a los Cuatro Fantásticos, Iron Man y Thor cuando estos intentaban evitar el ataque del Celestial Durmiente. Cuando más tarde estalló la guerra entre shi'ar y kree, Gladiador se enfrentó a los Vengadores, creyéndoles aliados de los kree. Allí combatió al Hombre Maravilla y a Thor, que logró derrotarle gracias a la ayuda de Láser Viviente. Una vez superados los malentendidos, los Vengadores colaboraron junto con Gladiador y los Shi'ar para derrotar a los kree.
Gladiador se enfrentó también con el héroe terrestre Quasar y participó en el acontecimiento conocido como Starblast luchando contra Hiperión entre otros.
Más tarde Gladiador también tuvo una igualada batalla contra Hulk. Junto con algunos de sus compañeros como Duende, Electrón, Tempestad o Noche luchó en la Tierra contra terroristas kree. Liderando a la Guardia luchó contra Ronan el Acusador y los Inhumanos y acompañó a Lilandra cuando la emperatriz tuvo que tomar la decisión de atacar la Tierra. Tras el fallido intento de los kree por conquistar la Tierra, aunque lograron independizarse de nuevo del Imperio Shi'ar restaurando a su líder, Inteligencia Suprema como máximo mandatario en el planeta Hala y volviendo a entrar en guerra contra los shi'ar, guerra en la que se supone que la Guardia Imperial y Gladiador participan activamente.

### Cassandra Nova
Cuando recientemente la versión maligna de Xavier, Cassandra Nova, se adueñó gracias a sus poderes mentales de la mente de la Majestrix Lilandra, Gladiador no tuvo más remedio que obedecer las órdenes de Lilandra que no obedecían sino a los deseos de Nova. Creyendo ciegamente en que, a pesar de su extraño comportamiento, las órdenes de Lilandra debían ser cumplidas, Gladiador se dirigió a la Tierra junto con otros Guardias Imperiales como Manta, Arco, Blimp, Monstra, Neosaurio o Plutonia para exterminar a todos los mutantes, que Lilandra le había dicho estaban contaminados por un virus maligno. Sin embargo Golpeador, el único guardia que conocía la verdad, consiguió llegar a tiempo para avisar a Gladiador de que la emperatriz no controlaba sus actos y que las órdenes no eran válidas. Así, Gladiador y la Guardia Imperial esperaron la llegada de Cassandra Nova a la Tierra para enfrentarse a ella y destruirla. Sin embargo, cuando Cassandra llegó no tuvo ninguna dificultad en deshacerse de Gladiador y del resto. Finalmente, cuando los X-Men detuvieron a la amenaza, Xorn curó a Gladiador, que volvió a su puesto como pretor de la Guardia Imperial.
Gladiador lideró a Electrón, Oráculo y Neutrón en una misión para investigar la desaparición de toda la población de un asentamiento Shi’ar llamada Eru7. Allí descubrieron que Hacedora había acabado con la vida de miles de personas y Oráculo detuvo la amenaza mediante el uso de sus poderes telepáticos pero, sin darse cuenta, se sumergió en la locura de la Hacedora y volviéndola a ella misma proclive a la locura. A pesar de esto, ella reveló a Gladiador que la Hacedora había sido anteriormente el Todopoderoso y que ahora era mortal.
La Guardia a las órdenes de Gladiador detuvo a una banda de insurgentes Skrull que había intentado contrabandear bombas de protones en el territorio Shi'ar. Pronto recibieron la noticia de que un antiguo enemigo Shi'ar, los Skornn, se habían manifestado en la Tierra pero antes de que ellos llegaran los extraterrestres habían sido exterminados por un grupo de mutantes.

### Imperio de Vulcan
Varios miembros a sus órdenes tuvieron que enfrentarse al mutante humano Vulcan que se había convertido en una amenaza para el Imperio Shi’ar. Durante el combate, Vulcan acabó con la vida de muchos guardianes entre los que se encontraban Titán, Cosmo o Golpeador, aunque finalmente el mutante fue derrotado por Gladiador.
Tiempo después las decisiones del Imperio cambiaron por completo y Vulcan fue aceptado y hasta llegó a proclamarse emperador del Imperio Shi’ar y la Guardia se puso a su servicio.
A las órdenes de Vulcano durante la guerra de los Shi’ar con los Scy’ar Tal, la Guardia estuvo presente en el enfrentamiento entre Araki y sus Comandos de la Muerte contra los Starjammers de Kaos. La Guardia acabó uniendo fuerzas en la guerra con los Starjammers pero al final tuvieron que seguir órdenes y acabar encarcelando a la mayor parte de los Starjammers pese a haber colaborado juntos.
Tiempo después el resto de los Starjammers capitaneados por Lilandra fueron a su rescate y Gladiador junto con otros compañeros, los Comandos de la Muerte y los nuevos miembros de la Guardia Imperial intentaron impedirlo sin éxito, acabando la espina dorsal de Deathbird muy dañada y aceptando que la Guardia Imperial se uniera al ejército en las misiones expansivas de Vulcan. Varios componentes en todo esto mostraron su desagrado tal y como hizo su pretor, sobre todo por la formación de una nueva Guardia llena de criminales que se vio atada a su promesa para con el Imperio y acabó incluso herida en el conflicto.

### Emperador de los Shi'Ar
Luego de la "Guerra de los Reyes", que terminó con una explosión que aparentemente acabó con la vida de Vulcan, Black Bolt y Lilandra, varios Guardianes acudieron al entierro de su antigua majestrix y contemplaron cómo Gladiador acababa haciéndose muy a su propio pesar con el puesto vacante de Majestor del Imperio Shi'ar, por lo que la Guardia Imperial se puso a sus órdenes.
Como jefe de Estado Gladiador comenzó a hacer las alianzas de rendición del Imperio Shi'ar con otras razas como los Inhumanos y comenzando a reconstruir su imperio.
Gladiador ya se había hartado de no actuar directamente en el conflicto con las otras razas y envió un grupo de hombres al interior de la Falla para ayudar a la parte del equipo que estaba atrapado luchando contra los seres de la Falla. Ayudados el resto de la Guardia, consiguieron acabar con la amenaza y volvieron al hogar para enterrar a los compañeros que habían fallecido en acto de servicio.
Gladiador continuó interviniendo activamente a pesar de su puesto de majestor del Imperio.

## En otros medios

### Televisión
- Gladiador aparece en la serie de televisión animada X-Men: The Animated Series, apareciendo por primera vez como parte de la saga Fénix en la Temporada 3, Episodio 5, "El grito de Banshee".

### Videojuegos
- Gladidtor aparece en el videojuego Marvel: Ultimate Alliance con la voz de Dave Wittenberg. Él es uno de la Guardia Imperial que trabaja para Ave de Muerte (después de que ella derrocó a Lilandra). Él tiene un diálogo especial con Hombre de Hielo y Dientes de Sable (a quien confunde por Wolverine).
- Gladiator aparece como personaje jugable en Marvel Contest of Champions.[21]

## Curiosidades
- Se le considera la contrapartida Marvel de Superman o Mon-El de DC